# Weiherburg (zámek)
Zámek Weiherburg je pozdně gotické sídlo umístěné v čtvrti Hötting v Innsbrucku, hned vedle Alpenzoo. Název je odvozen od místního rybníka, který existoval až do roku 1911.
Při přemístění knížecího sídla z Merana do Innsbrucku v roce 1420 Fridrichem IV. Habsburským, šlechtici a bohatí občané vybudovali v okolí města řadu sídel. Hrad postavil kolem roku 1460 Christian Tänzl. Rodina Tänzlů se díky těžbě stříbra stala bohatou a vlastnila také hrad Tratzberg. Okolo roku 1480 prodal Tänzl zámek tyrolskému panovníkovi Zikmundovi Habsburskému. Po jeho abdikaci (1490) přešlo panství na císaře Maximiliána I. On pozvedl Weiherburg v 1493 na šlechtického sídlo a odkázal svému kancléři Oswaldu von Hausen. V roce 1560 koupil Weiherburg Veit Langenmantel a nechal postavil freskami zdobenou přístavbu Langenmantel. Ferdinand II. Tyrolský zámek rozšířil a založil zoo, předchůdce dnešní Alpenzoo. Po několika změnách vlastnictví převzalo stavbu v roce 1911 město Innsbruck a v letech 1976-1978 ji nechalo zrestaurovat. Dnes Weiherburg slouží jako reprezentativní budova pro kulturní a společenské akce.
Kaple sv. Anny byla zasvěcena v letech 1481-1513 a ozdobena freskami kolem roku 1798 od Josefa Stricknera. Oltář zobrazuje Pannu Marii mezi sv. Annou a sv. Krištofem.